# Российский Центр хранения и изучения документов новейшей истории
Российский Центр хранения и изучения документов новейшей истории (РЦХИДНИ) — подразделение Комитета по делам архивов при правительстве Российской Федерации. Создан в Москве в октябре 1991 года на основе документов основанного в 1928 году Центрального партийного архива Института марксизма-ленинизма при ЦК КПСС. В архиве хранились документы по истории политических партий и движений России XIX—XX веков. В 1999 году преобразован в Российский государственный архив социально-политической истории (РГАСПИ) путём слияния с Центром хранения документов молодёжных организаций (ЦХДМО).